# Édit de 1396
L'édit de 1396 autorise les condamnés à être confessés avant leur exécution.
Pierre de Craon le Grand assassin du connétable de Clisson sollicita si vivement le roi Charles VI que ce prince porta un édit où il ordonna de donner la confession aux criminels condamnés à mort, refusée impitoyablement jusque-là. Selon Saint-Foix ce refus ne fut pas très contraire à l'esprit de la Religion. Il pense même que c'était « une barrière de plus contre le crime ».